# Welcome to the Club (cortometraje)
Welcome to the Club (Bienvenida al Club en España, Bienvenidos al Club en Hispanoamérica) es un cortometraje de animación estadounidense basado en la serie de televisión Los Simpson, producido por Gracie Films y 20th Television Animation para Disney+. Se estrenó el 8 de septiembre de 2022.

## Trama
En las afueras de un castillo, se encuentra Lisa quien está entusiasmada por ser una princesa de Disney, y aunque tiene ciertas dudas en cuanto a sus creencias, decide seguir con su plan. Por otra parte, está junto a Bart, quien la lleva a dicho lugar, pero termina encerrando a su hermana en dicho castillo, ya que se revela que en realidad era Loki disfrazado de Bart.
Ante la trampa, Lisa cae en un sitio oscuro donde hay varios túneles, de donde salen varios personajes antagonistas de Disney presentando la tierra de los Villanos de Disney. Inicialmente, le dan la bienvenida a Lisa pero ésta dice que no es una villana como para estar allí. A través de un musical, los antagonistas le hacen saber lo divertidos que son ellos y sobre el porqué son "malos".
Aun cuando Lisa les hace ver que los villanos mueren al final de cada historia, éstos afirman que es mejor eso a vivir con un "típico" príncipe azul. A lo que secunda otro musical interpretado por los mismos príncipes de Disney. Mientras ellos cantan, repentinamente aparece Mickey Mouse (en compañía de Minnie Mouse) para reclamarles sobre todo lo que han estado hablando de él. Por lo que el musical termina con los príncipes formando una silueta de Mickey Mouse con sus propios cuerpos.
Durante los créditos finales, se muestran varias escenas de Lisa y los villanos en diferentes actividades.

## Producción
El corto fue dirigido por David Silverman, producido por James L. Brooks, Matt Groening y Al Jean quienes también fueron los guionistas, música hecha por Bleeding FInders Music, grabado y editado en Gracie Films.

## Elenco
- Yeardley Smith como Lisa Simpson
- Nancy Cartwright como Bart Simpson / Mickey Mouse
- Maurice LaMarche como Cruella de Vil, la Reina Malvada y Reina de Corazones
- Dawnn Lewis como Úrsula / Kaa
- Kevin Michael Richardson como Capitán Garfio / Príncipes de Disney
- Tom Hiddleston como Loki